# Медаль «За отвагу» (СССР)
Медаль «За отвагу» — государственная награда СССР для персонального награждения за личное мужество и отвагу, проявленные при защите Отечества и исполнении воинского долга.

## История
Медаль «За отвагу» была учреждена Указом Президиума ВС СССР от 17.10.1938 об учреждении медали «За отвагу». В Положении о медали говорится: «Медаль „За отвагу“ учреждена для награждения за личное мужество и отвагу, проявленные при защите социалистического Отечества и исполнении воинского долга. Медалью „За отвагу“ награждаются военнослужащие Красной Армии, Военно-Морского Флота, пограничных и внутренних войск и другие граждане СССР». «За отвагу» — высшая медаль в наградной системе СССР.
Первый указом от 19 октября 1938 года медалью «За отвагу» было награждено 62 военнослужащих. Первым именным указом (от 22 октября 1938 года) этой медалью были награждены красноармейцы-пограничники Н. Е. Гуляев и Б. Ф. Григорьев, задержавшие группу диверсантов у озера Хасан. За образцовое выполнение боевых заданий, за доблесть и мужество, проявленные при обороне района озера Хасан Указом от 25 октября 1938 года награждено 1326 военнослужащих, членов семей комначсостава, работников госпиталей и торгового флота. До начала Великой Отечественной войны за мужество и отвагу при защите государственных границ СССР и в советско-финской войне медалью было награждено около 26 тысяч военнослужащих.
Правила ношения медали, цвет ленты и её размещение на наградной колодке были утверждены Указом Президиума Верховного Совета СССР «Об утверждении образцов и описание лент к орденам и медалям СССР и Правил ношения орденов, медалей, орденских лент и знаков отличия» от 19 июня 1943 года.
Во время Великой Отечественной войны за период с 1941 по 1945 год было произведено более 4 млн награждений.
В ходе Великой Отечественной войны некоторые красноармейцы были удостоены четырёх, пяти и даже шести (С. В. Грецов) медалей «За отвагу». Одновременно была учреждена медаль «За боевые заслуги», которая также вручалась военнослужащим и гражданским лицам, которые «в борьбе с врагами Советского государства своими умелыми, инициативными и смелыми действиями, сопряжёнными с риском для их жизни, содействовали успеху боевых действий на фронте». Фактически это были первые советские медали, не считая учреждённую несколько ранее юбилейную медаль — к 20-летию Рабоче-Крестьянской Красной Армии.
Медаль «За отвагу» с момента своего появления стала особо уважаемой и ценимой среди фронтовиков, поскольку ею награждали исключительно за личную храбрость, проявленную в бою. Это главное отличие медали «За отвагу» от некоторых других медалей и орденов, которые нередко вручались «за участие». В основном медалью «За отвагу» награждали рядовой и сержантский состав, но также она вручалась и офицерам (преимущественно младшего звена).
Бойцы, воюющие в штрафных частях РККА, на время отбытия наказания лишались воинского звания и наград, которые восстанавливались после освобождения. За проявленные отвагу, мужество и героизм бойцы штрафных подразделений могли быть награждены. Почти все награды, полученные в штрафных частях, были медалями «За отвагу».
В песне В. Высоцкого «Штрафные батальоны» есть строки:

И если не поймаешь в грудь свинец,
Медаль на грудь поймаешь «За отвагу».
Всего медалью «За отвагу» было удостоено около 4,6 млн человек.

## Описание
Медаль «За отвагу» серебристого цвета, имеет форму круга диаметром 37 мм с выпуклым бортиком с обеих сторон. На лицевой стороне медали в верхней части изображены три летящих самолёта И-16. Под самолётами помещена надпись в две строки «За отвагу», на буквы наложена красная эмаль. Под этой надписью изображён стилизованный танк Т-35. В нижней части медали надпись «СССР», покрытая красной эмалью. На реверсе (оборотной стороне) — номер медали. Медаль при помощи кольца крепится к пятиугольной колодке, обтянутой шёлковой муаровой лентой. Лента серого цвета с двумя продольными синими полосками по краям, ширина ленты 24 мм. Ширина полосок 2 мм. Первоначально медаль «За отвагу» крепилась к четырёхугольной колодке, обтянутой красной лентой.
В соответствии с Постановлением Президиума Верховного Совета СССР от 7 июля 1941 г. медаль «За отвагу» после смерти награждённого возвращалась в Президиум Верховного Совета СССР. Удостоверение к медали могло быть оставлено в семье награждённого (постановление Президиума Верховного Совета СССР от 13 июля 1943 года).

## Варианты исполнения
Медаль изготавливается из серебра 925-й пробы. Общий вес серебра в медали (на 18 сентября 1975 года) — 25,802±1,3 г. Общий вес медали без колодки — 27,930±1,52 г.
Существует две основных разновидности медали СССР «За отвагу»:
1. На прямоугольной колодке. С момента своего учреждения (17 октября 1938 года) и до выхода указа от 19 июня 1943 года вручалась первая разновидность медали «За отвагу». Медаль крепилась к колодочке прямоугольной формы размером 15×25 мм, покрытой красной муаровой лентой. На оборотной стороне колодочки имелся нарезной штифт с круглой гайкой для прикрепления медали к одежде.
2. На пятиугольной колодке. После вступления в силу указа от 19 июня 1943 года внешний вид медали несколько изменился. Колодочка с красной лентой была заменена на пятиугольную колодку, имеющую с обратной стороны булавку для прикрепления к одежде.

## Кавалеры медалей «За отвагу»
Шести медалей
Известен уникальный случай награждения шестью медалями «За отвагу»:
- Грецов, Семён Васильевич (1902—1975) — сержант медицинской службы, уроженец Курской области. Все шесть медалей хранятся в Старооскольском краеведческом музее[10][11].

Пяти медалей
В годы Великой Отечественной войны (1941—1945) пятью медалями «За отвагу» были награждены:
- Бубликов, Алексей Васильевич (1925—2014) — участник Великой Отечественной войны, проживал в городе Васильков, Украина[12].
- Воронов, Алексей Николаевич (1923—2021) — гвардии ефрейтор. Пулемётчик 220 стрелкового полка: 25.05.1943, 01.08.1944[13], 18.09.1944[9], 12.11.1944[14], 14.02.1945[15].
- Грибков, Павел Фёдорович (1922—2015) — разведчик. Заведующий Музеем боевой и трудовой славы при Петропавловск-Камчатском городском совете ветеранов[10][16].
- Данилюк, Остап Артёмович (1920 — после 1985) — шофёр 641-го аиптап 1 УкрФ, ранее — шофёр 482-го аминп СЗФ. Награждён медалью «За освобождение Праги»[17], «За победу над Германией»[18], орден Отечественной войны 2-й степени (1985)[19] и пять медалей «За отвагу»: 1) приказ №: 9/н от: 17.05.1945 года по 641 аиптап 1 Украинского фронта[20], 2) приказ №: 3/н от: 19.02.1945 по 641-му аиптап[21];3) приказ №: 12/н от: 20.06.1944 по 641-му аиптапу ЛФ; 4) приказ №: 10 от: 28.08.1943 по 482 аминп Северо-Западного фронта[22]; 5) приказ от 04.1944 г. по 641-му аиптапу.
- Захаров, Максим Никифорович (1913—1995) — сержант-артиллерист 150-го истребительного противотанкового артиллерийского полка, 5-й отдельной ордена Суворова бригады РГК.
- Зольников, Степан Михайлович (1919—2014?) — участник парада Победы, сержант-миномётчик 8-й отдельной Гвардейской стрелковой бригады за годы войны был награждён пятью медалями «За отвагу» и орденом Славы III степени. Доктор медицинских наук Зольников С. М. проживал в Москве.
- Иванов, Алексей Иванович (1906—?) — гвардии старший сержант. Писарь-каптенармус 188-го гвардейского стрелкового полка 63-й гвардейской стрелковой дивизии, уроженец деревни Хозанкино (ныне Красночетайский район, Чувашия)[23]. Даты награждений: 15 февраля 1943 (в звании красноармейца в составе 388-го стрелкового полка 172-й стрелковой дивизии)[24], 3 июля 1944[25], 25 сентября 1944[26], 3 марта 1945[27], 9 июня 1945[28].
- Иванов, Сергей Федорович (1925—?) — старший сержант. Командир расчета 331-й стрелковой дивизии: 03.06.1944, 03.07.1944, 07.11.1944, 08.12.1944, 07.03.1945[29].
- Ипполитова, Вера Сергеевна (по мужу — Потапова; род. 1921) — гвардии сержант. Заместитель командира отделения 3-й стрелковой роты 3-го отдельного стрелкового батальона 71-й отдельной морской стрелковой бригады, затем санинструктор 188-го гвардейского стрелкового полка 63-й гвардейской Красносельской стрелковой дивизии[10][30].
- Карачунов, Савелий Константинович (1917—?) — гвардии младший сержант, разведчик: 01.09.1944, 01.10.1944, 15.02.1945, 15.03.1945, 20.04.1945[10][15].
- Краснов, Федот Ильич (29.4.1918—8.2.2000) — гвардии старший сержант. Командир стрелкового отделения 194-го гвардейского стрелкового ордена Александра Невского полка 64-й гвардейской стрелковой дивизии: 23.01.1944, 18.05.1944, 12.07.1944, 03.03.1945, 14.06.1945[10][29].
- Метелёв (Мителёв) Михаил Иванович (1922—?) — гвардии сержант, командир орудия 98 гв. ап 48 гв. сд. Награждён 5 медалями «За отвагу»: 1) приказ №: 7/н от: 01.04.1945 по 98 гв. ап 48 гв. сд[31]; 2) приказ №: 1 от: 27.01.1943 г. по 98 гв. ап 48 гв. сд Воронежского фронта[32]; 3) приказ №: 12/н от: 31.05.1945 г. по 98 гв. ап 48 гв. сд.[33]; 4) приказ №: 7/н от: 06.07.1944 г. по 98 гв. ап 48 гв. сд[34]; 5) приказ от 04.1945 по 98 гв. ап 48 гв. сд[35].
- Прокофьев, Николай Васильевич (1923—?) — сержант. Радист 426-го отдельного батальона связи 173-й стрелковой дивизии: 08.09.1943, 01.06.1944, 23.07.1944, 14.02.1945, 21.04.1945[10][12].
- Телех (Телих) Василий Никитович (1920 — после 1985) — разведчик-наблюдатель батареи 76-мм пушек 1310 стрелкового полка 19-й стрелковой дивизии: 1) приказ 19/н от: 18.05.1945 г. по 1310 сп 19 сд[36]; 2) приказ №: 7/н от: 07.03.1945 г. по 1310 сп 19 сд[37]; 3) приказ №: 40/н от: 21.10.1944 г. по 1310 сп 19 сд[38]; 4) приказ №: 48 от: 23.12.1944 г. по 1310 сп 19 сд[39]; 5) приказ №: 44/н от: 15.12.1944 по 1310 сп 19 сд[40]. В 1985 году награждён орденом Отечественной войны 2-й степени[41].

### Четырёх медалей
- Петров Виктор Петрович (1924—2003) — советский военный. Автоматчик мотострелкового пулемётного батальона, снайпер стрелковой роты, заряжающий, командир орудия батареи 45 мм пушек 12 гвардейского стрелкового полка 5 гвардейской стрелковой дивизии; гвардии сержант (22.03.1943, 24.10.1944, 05.02.1945, 10.05.1945)[42].

## После распада СССР
На дизайне данной медали основаны следующие награды постсоветских государств:
- Медаль «За отвагу» (Россия)
- Медаль «За отвагу» (Белоруссия)
- Медаль «За отвагу» (Приднестровская Молдавская Республика)
- Медаль «За отвагу» (Донецкая Народная Республика)